# مكتبة سابور
مكتبة سابور أو السابورية أو شابور أو الشابورية أو مكتبة أبو نصر سابور بن أردشير وتسمى أيضًا بدار العلم، هي مكتبة عامة كبيرة اشتهرت في زمانها، أسست في بغداد في القرن الخامس الهجري أبان الحكم البويهي من قبل سابور بن أردشير البويهي وزير بهاء الدولة أمير البويهيين في العراق، وعليه عُرف اسم المكتبة، كانت صرحًا ثقافيًا وعلميًا مهمًا للمسلمين آنذاك، حيث ضمت أكثر من 10 آلاف كتاب في مختلف العلوم والآداب والفنون، كما ضمت 100 مصحف كتبت بخطوط بني مقلة، ذكرها ابن تغري وأبو العلاء المعري باسم دار العلم، وسماها ابن الأثير خزانة الكتب، وقال فيها ياقوت الحموي "لم يكن في الدنيا أحسن من كتبها"، وقصدها الكثير من العلماء والشعراء، كالمعرّي، والشيخ الطوسي شيخ طائفة الشيعة في زمانه كما يسمى، إذ أصبحت مقصد لعلماء الشيعة الاثنا عشرية ومخزن مهم لكتبهم، أُحرقت المكتبة واختفت بعدها عام 447 هـ، وقيل 451 هـ، وذلك بعد دخول السلاجقة إلى بغداد ونشوب صراعات بينهم وبين البويهيين، بقيادة طغرل بك.